# Christophe Laurent (cyclisme)
Pour les articles homonymes, voir Christophe Laurent et Laurent.
Christophe Laurent, né le 26 juillet 1977 à Mende (Lozère), est un coureur cycliste français. Professionnel de 2002 à 2009, il rejoint l'équipe amateur en 2010 Vulco-VC Vaulx-en-Velin et met un terme à sa carrière en avril 2011.

## Biographie
Après des débuts en VTT, Christophe Laurent devient vice-champion de France sur route espoir en 1999, ce qui lui ouvre peu à peu la voie vers le professionnalisme. Christophe Laurent fait ses débuts professionnels en 2002 chez Jean Delatour.
En 2004, l'équipe devient RAGT Semences - MG Rover, puis en 2005 il rejoint les rangs de l'Équipe cycliste Agritubel. Après un Tour de France 2006 où il se montre plutôt à son avantage, notamment par une longue échappée dans la 3e étape, il signe un contrat avec le Crédit agricole. Alors que le sponsor annonce en juin 2007 qu'il ne continue plus son partenariat avec le cyclisme au-delà de 2008, Laurent s'engage avec Slipstream-Chipotle pour la saison suivante. Bien que son contrat porte sur les saisons 2008 et 2009, il quitte cette formation dès la fin de l'année 2008 pour revenir chez Agritubel. Il explique ce départ par sa difficulté à s'intégrer dans cette équipe étrangère, et par sa non-sélection pour le Tour de France à l'origine de relations houleuses avec l'encadrement.
Il quitte Agritubel en fin d'année 2009 pour retourner dans les rangs amateurs avec l'équipe Vulco-VC Vaulx-en-Velin. Il met un terme à sa carrière à la fin du mois d'avril 2011.

## Palmarès
- 1997
  - Championnat du Languedoc-Roussillon
- 1999
  - 2e du championnat de France sur route espoirs
- 2001
  - Boucle de l'Artois
  - Grand Prix des Cévennes
  - 8e étape du Ruban granitier breton
  - 3e étape du Tour de Gironde
  - 2e du Grand Prix de Lys-lez-Lannoy
  - 2e du Tour de Gironde
  - 3e du Circuit des Communes de la Vallée du Bédat
  - 3e de Bordeaux-Saintes
- 2009
  - 3e étape du Rhône-Alpes Isère Tour[6]
- 2010
  - Prologue du Tour du Gévaudan Languedoc-Roussillon (contre-la-montre par équipes)
  - 3e du Circuit des Communes de la Vallée du Bédat
  - 3e de la Transversale des As de l'Ain

## Résultats sur le Tour de France

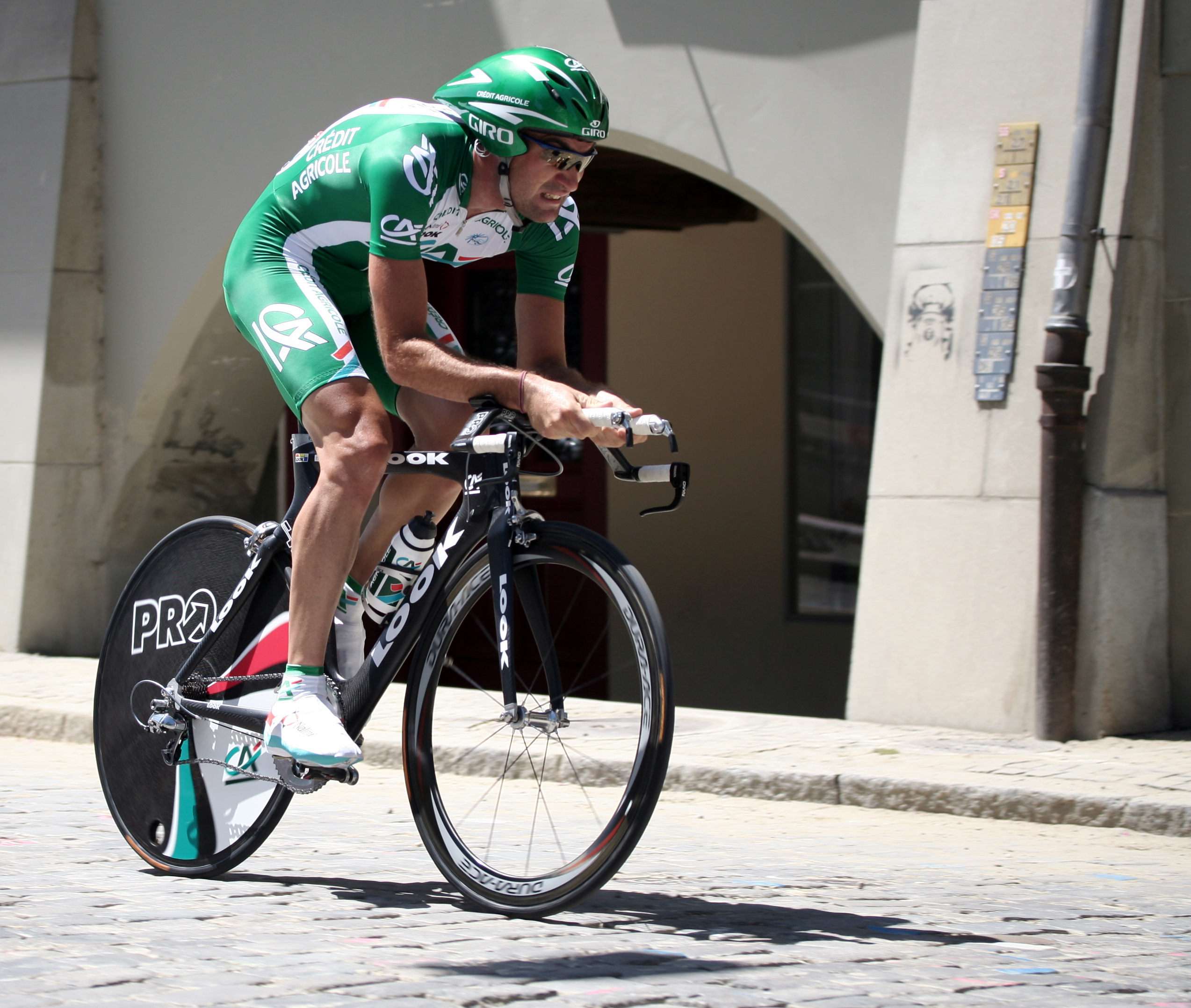
sur le Tour de Suisse 2007

2 participations 
- 2004 : 134e
- 2006 : 125e

## Classements mondiaux
| Année           | 2006 | 2007 | 2008 | 2009 |
| --------------- | ---- | ---- | ---- | ---- |
| UCI Europe Tour | 460e |      |      | 453e |